# Sarcodon scabrosus
Sarcodon scabrosus (Fr.) P. Karst., Revue mycol., Toulouse 3(9): 20 (1881) è un fungo basiodimicete.

## Descrizione della specie
Come tutte le specie del genere Sarcodon ha un carpoforo carnoso e di grandi dimensioni.
 Cappello 
4–15 cm di diametro, convesso, a volte depresso al centro, cosparso di scaglie brunastre, tende a ingrandirsi notevolmente
 Aculei 
Prima biancastri, poi bruni, fragili.
 Gambo 
3-10 x 1-3,5 cm, bianco, ornato di piccole squame brune, assottigliato alla base, dove assume una colorazione blu-verde-nerastra.
 Carne 
Da bianco-ghiaccio a brunastra, di consistenza coriacea.
- Odore: gradevole di farina umida.
- Sapore: amaro.

 Spore 
6-8 x 5-7 µm, brune in massa, subglobose, tuberculose.

## Habitat
Estate-autunno, boschi in genere.

## Commestibilità
Sconsigliato per il sapore amaro, la consistenza coriacea, e come la maggior parte dei membri del genere Sarcodon, da considerare non edule.

## Sinonimi e binomi obsoleti
- Hydnum scabrosum Fr., Anteckn. Sver. Ätl. Svamp.: 62 (1836)
- Phaeodon scabrosus (Fr.) Henn., Nat. Pflanzenfam. (Leipzig) 1(1): 149 (1898)

## Nomi comuni
- Steccherino bruno, Idno bruno
- (FR)  Hydne rugueux
- (EN)  Bitter Hedgehog